# NK INA Novo Pračno
NK INA je bivši nogometni klub iz naselja Novo Pračno.
Natjecao se u 1. ŽNL Sisačko-moslavačkoj.
Nakon jesenskog dijela sezone 2009./10., klub odustaje od daljeg natjecanja u svim kategorijama, te se nakon toga zbog financijskih problema gasi.